# Apterodina
Apterodina is een geslacht van kevers uit de familie bladkevers (Chrysomelidae).
De wetenschappelijke naam van het geslacht werd in 1954 gepubliceerd door Bechyne.

## Soorten
- Apterodina bechynei Flowers, 2004
- Apterodina ruminyahui Flowers, 2004